# Peter Behrens
Pentru scriitorul canadian, vedeți Peter Behrens (scriitor).
Peter Behrens (n. 14 aprilie 1868, Hamburg, Confederația Germană de Nord – d. 27 februarie 1940, Berlin, Germania Nazistă) a fost un arhitect și designer german, care a fost un adevărat deschizător de drumuri în multe domenii ale arhitecturii și designului secolului 20, așa cum sunt, de pildă, domeniile designului și al arhitecturii industriale.
Pentru o perioadă scurtă de timp, dar esențială, a fost mentorul a trei arhitecți importanți ai secolului trecut, Walter Gropius, Ludwig Mies van der Rohe și Le Corbusier, care i-au fost învățăcei, aproape simultan, la începuturile carierelor acestora.

## Biografie

### Începuturi
Născut în Hamburg, Behrens a studiat pictura atât în orașul natal cât și în Düsseldorf și Karlsruhe, între 1886 și 1889.  În 1890, s-a căsătorit cu Lilly Kramer și s-a mutat la München.  La început a lucrat ca pictor, ilustrator și legător de cărți într-un mod mai mult artizanal. A frecventat cercurile boeme și a fost interesat în subiecte care se refereau la schimbarea stilului de viață. 

### Darmstädter Künstlerkolonie
În 1899, Behrens a acceptat invitația Marelui Duce Ernst-Ludwig al Hessen să se alăture unor artiști grupați în ceea ce se va numi Darmstädter Künstlerkolonie (Colonia din Darmstadt a artiștilor), în care fiecare artist invitat a locuit în acea localitate experimentală urma să primească pământ și ajutor financiar pentru a-și construi o casă după propriul său design. Acolo, Behrens și-a construit o casă designată integral de el însuși, incluzând nu numai arhitectura propriu-zisă, dar și interioarele, artefactele, mobilierul, picturile, decorarea interioară, etc. 
Proiectarea și realizarea acestei case sunt considerate ca fiind punctul de „inflexiune” al carierei sale artistice datorită părăsirii cercurilor artistice, puțin cam „ezoterice,” ale München-ului și schimbarea sa stilistică din zona variantei germane a Art Nouveau, numită Jugendstil, către un stil artistic mult mai sobru, mai auster, mai pragmatic și mai funcțional. 

### Fondarea a Deutscher Werkbund
În 1903, Behrens a fost numit director al unei școli de artă, Kunstgewerberschule din Düsseldorf, loc în care a inițiat diferite reforme pline de succes.  În 1907, Behrens împreună alți arhitecți și constructori eminenți ai timpului, așa cum au fost (printre alții) Hermann Muthesius, Theodor Fischer, Josef Hoffmann, Joseph Maria Olbrich, Bruno Paul, Richard Riemerschmid, Fritz Schumacher, la care s-au adăugat 12 companii, au creat prestigioasa organizație profesională a constructorilor și arhitecților germani, Deutscher Werkbund (DWB). Deși, într-un anumit mod, Deutsche Werkbund a fost influențată de  mișcarea artistică Arts and Crafts, totuși organizația, conform binecunoscutului pragmatism german, avea scopuri mai moderne și mai realiste.  Manifestul lor programatic era de a crea produse reproductibile industrial, de a contribui la realizarea unei societăți mai echitabile (comparativ cu cea puternic structurată pe clase sociale, cum era cea a timpului respectiv) și de a re-umaniza economia, societatea și cultura.  

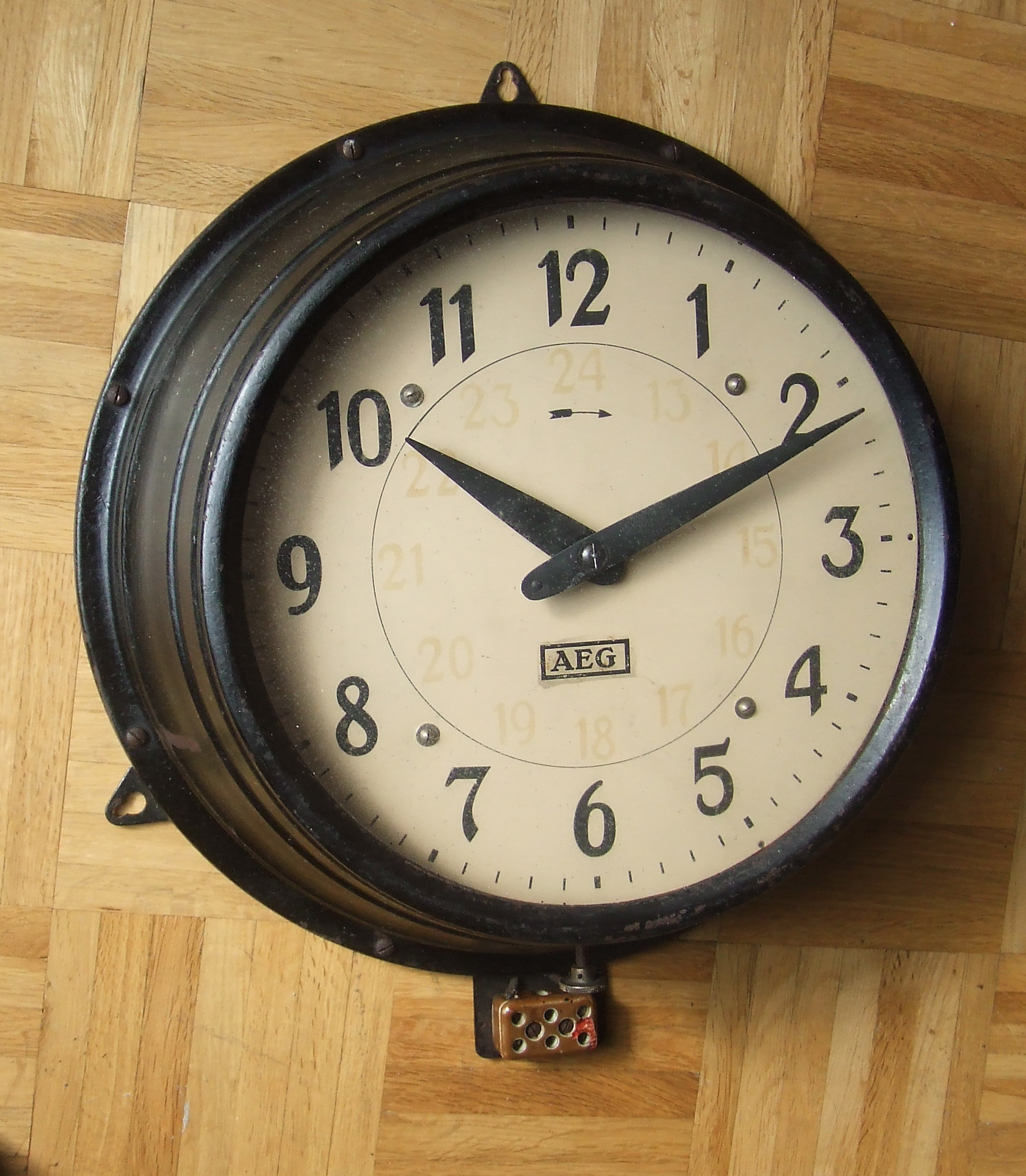
Ceas realizat de Behrens în 1909, al cărui design industrial a influențat enorm crearea conceptului de identitate al unei corporației (aici pentru AEG).

### „Părinte” al designului industrial
În 1907, AEG (Allgemeine Elektricitäts-Gessellschaft) l-a angajat pe Behrens în calitate de consilier artistic. În această calitate, Behrens a creat o întreagă personalitate totalmente diferită a corporației, creând logo-ul companiei,  publicitatea acesteia și linii de produse având un anumit design, ceea ce a făcut din Behrens primul designer industrial din istoria modernă a artei și arhitecturii. Peter Behrens și-a păstrat statutul de artist liber profesionist pe toată durata vieții sale, incluzând perioada lucrată pentru AEG. În 1910, Behrens a designat ansamblul de clădiri al Fabricii de turbine A.E.G. 

### Pedagog
Între 1907 și 1912, a avut o activitate didactică îndreptată cu precădere spre predarea designului și arhitecturii, fiind profesorul și mentorul unor viitori prestigioși arhitecți, printre care se pot menționa Ludwig Mies van der Rohe, Charles Edouard Jeanneret-Gris (cunoscut mai ales sub pseudonimul Le Corbusier), Adolf Meyer, Jean Kramer și Walter Gropius (directorul și fondatorul școlii, respectiv al curentului stilistic arhitectural Bauhaus). 
În 1922, Behrens a acceptat o invitație de a preda la Akademie der Bildenden Künste din Viena.  În 1936, după decesul lui Hans Poelzig, Behrens a devenit directorul departamentului de arhitectură al Preußische Akademie der Kunste din Berlin. 

### Behrens și al Treilea Reich
Peter Behrens a reprezentat un fel de paradox (aparent, de fapt) în timpul perioadei celui de-al Treilea Reich, din moment ce a rămas șeful departamentului de arhitectură al Academiei Prusiei de Arte Frumoase din Berlin.  În realitate, deși nu a fost nici membru al partidului nazist și nici măcar un simpatizant al regimului, Behrens nu a fost îndepărtat pentru că fusese unul din arhitecții foarte importanți ai secolului al 20-lea și, ca orice regim totalitar, naziștii voiau o legitimitate indirectă prin susținerea selectivă a unor personalității marcante, recunoscute atât național cât și internațional. Behrens fusese cel care a revoluționat arhitectura industrială, fiind unul liderii construcțiilor de fabrici și oficii din materiale precum beton, cărămidă, oțel și sticlă. Chiar mai mult, era faimos și apreciat în multe țări ale lumii, iar pe plan intern era respectat și prețuit de toți arhitecții, incluzând puternicul Albert Speer.

## Moștenirea lui Behrens
Peter Behrens a fost un adevărat pionier în tot ceea ce a făcut în arhitectură, design și construcții în prima jumătate a secolului XX, la care se adaugă influența sa indirectă, dar marcantă, care a fost amplificată de trei dintre cei mai faimoși studenți ai săi Walter Gropius, Ludwig Mies van der Rohe și Le Corbusier. De asemenea, pe plan ideatic și de filozofie a culturii secolului 20, crearea conceptului de  identitate a unei corporații, pe care a pionierat-o la A E G, a avut o imensă influență în a determina alte companii să își creeze una proprie.

## Galerie de imagini

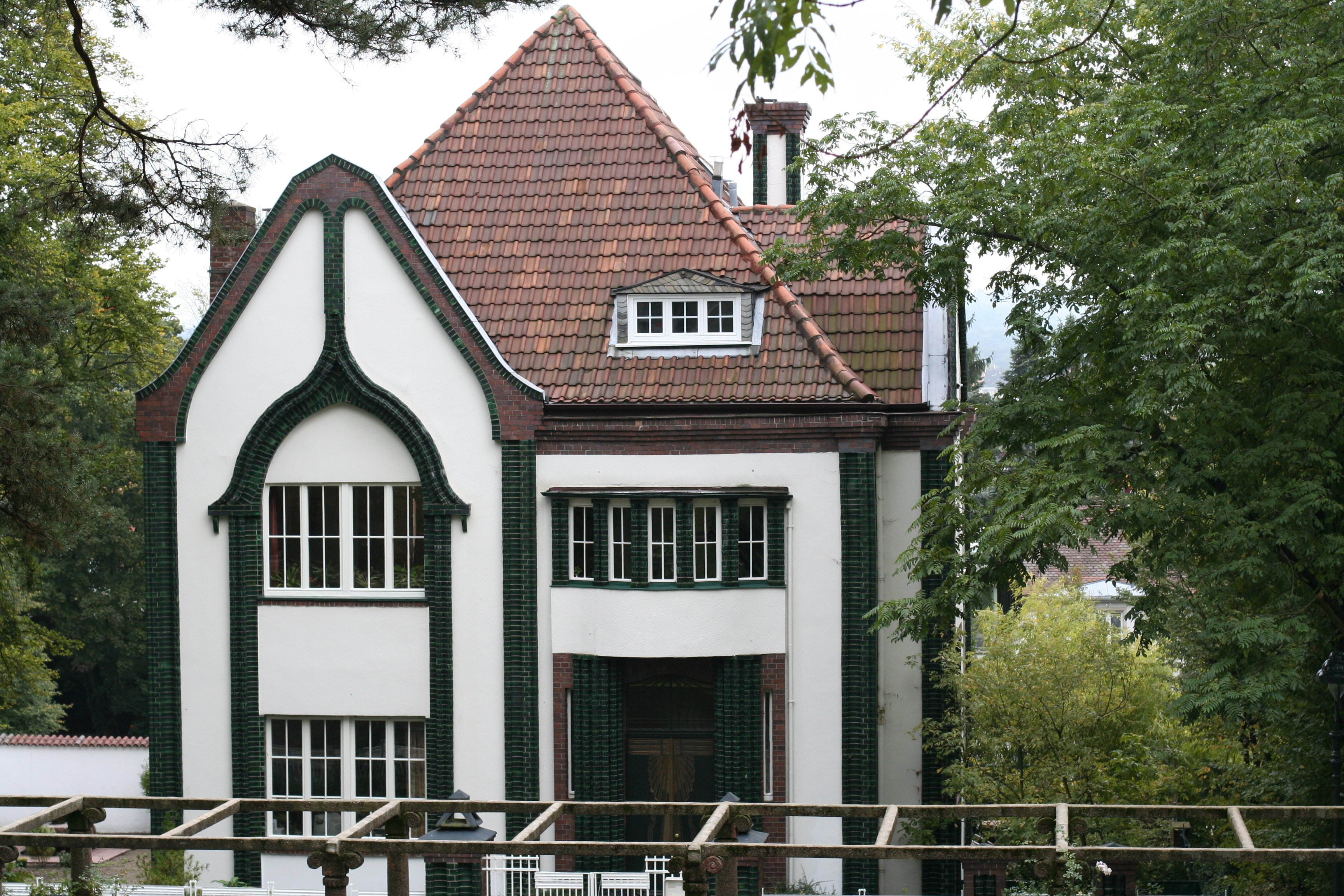
Casă din Darmstadt
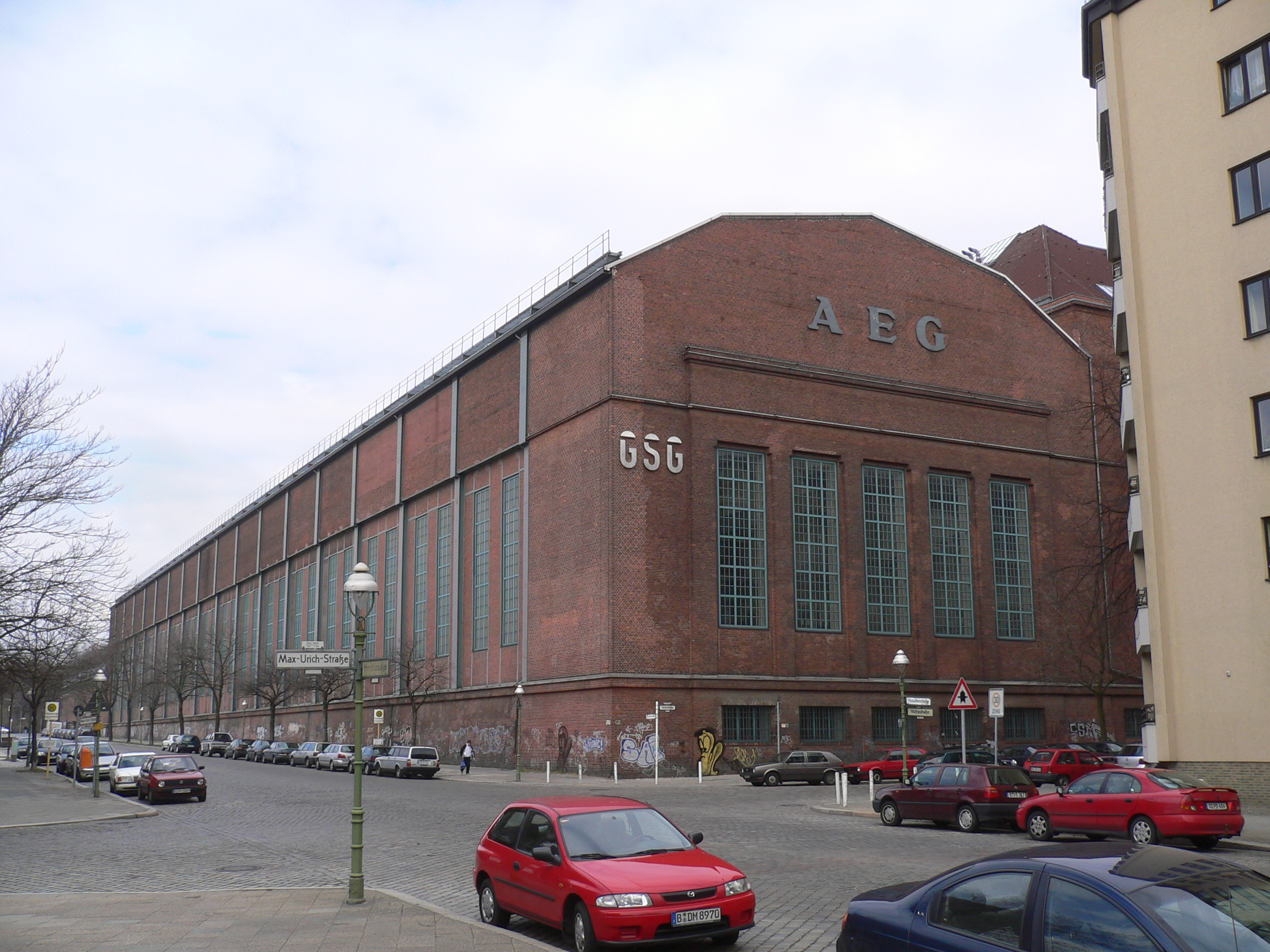
Hală de ansamblare AEG, Berlin
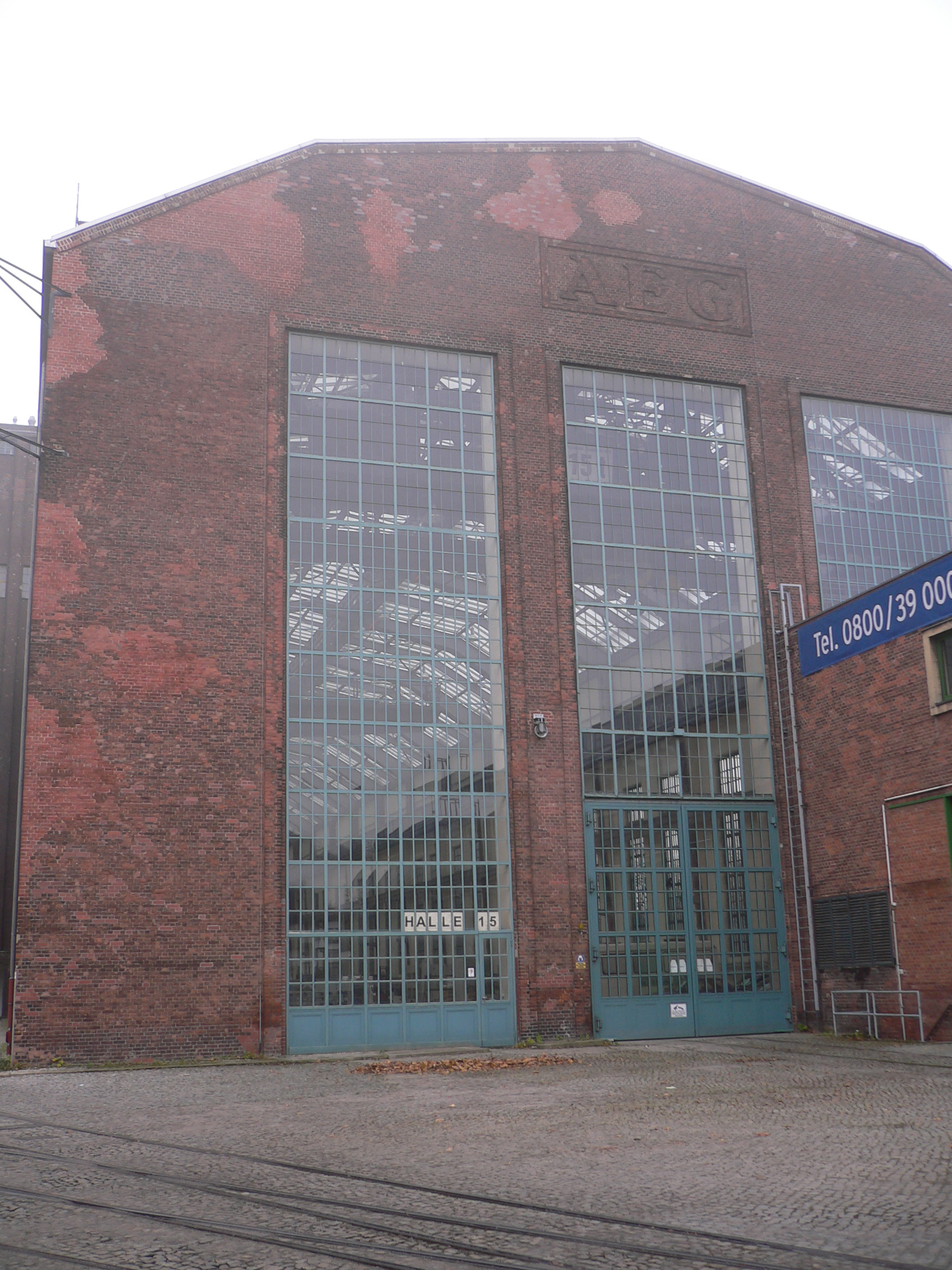
Intrarea nordică a aceleiaşi hale AEG
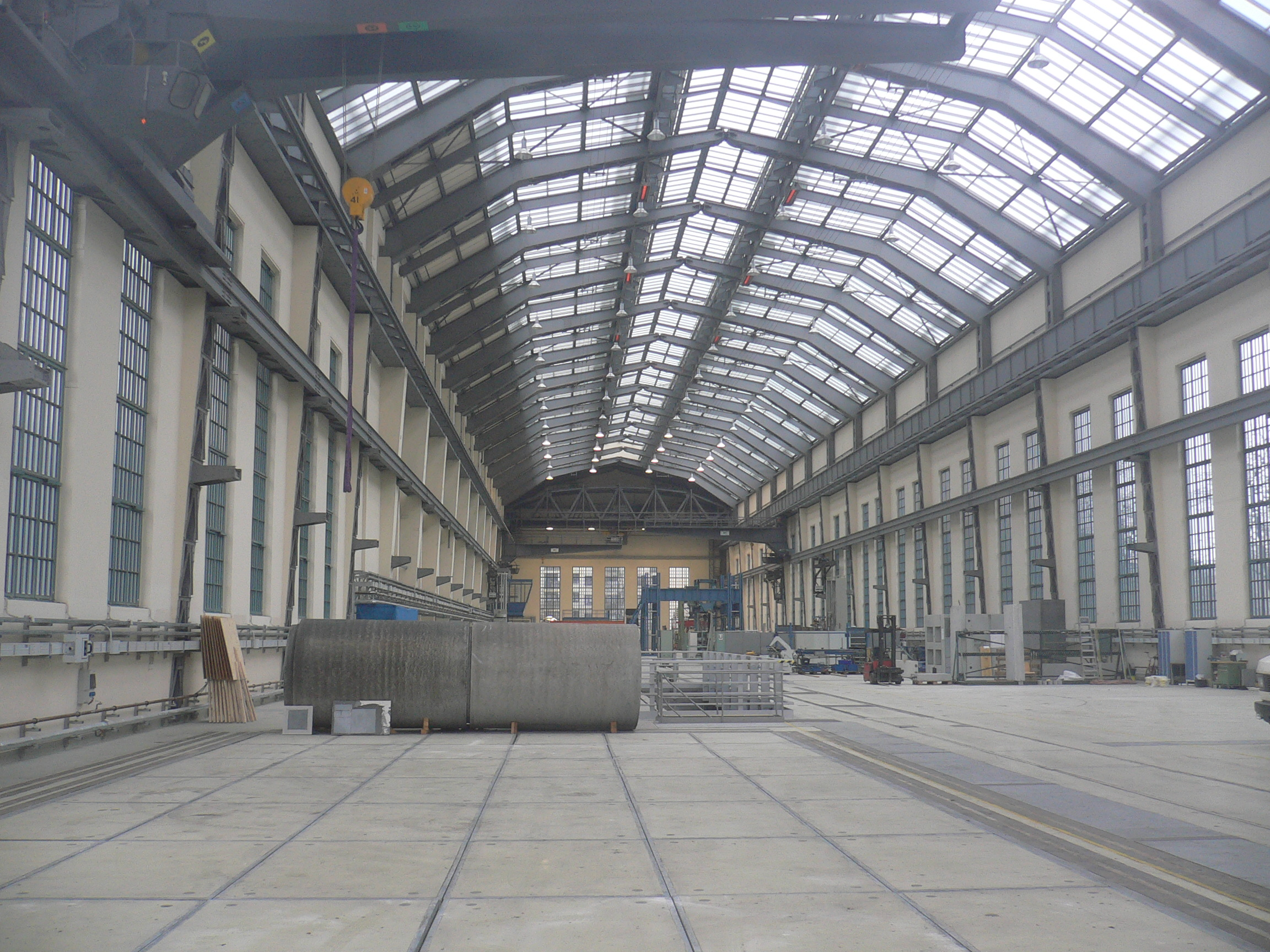
Interiorul halei AEG